# (19331) Stefanovitale
(19331) Stefanovitale es un asteroide perteneciente al cinturón de asteroides, región del sistema solar que se encuentra entre las órbitas de Marte y Júpiter.
Fue descubierto el 4 de diciembre de 1996 por Maura Tombelli y Claudio Casacci desde la Estación de la Cima Ekar.

## Designación y nombre
Designado provisionalmente como 1996 XL33, fue nombrado por Stefano Vitale (nacido en 1951) quien es catedrático de Física en la Universidad de Trento. Es el investigador principal de la carga útil del paquete tecnológico LISA a bordo de la misión LISA Pathfinder de la ESA, lanzada en 2015 como precursora de un observatorio espacial de ondas gravitacionales.

## Características orbitales
Stefanovitale está situado a una distancia media del Sol de 2,540 ua, pudiendo alejarse hasta 2,999 ua y acercarse hasta 2,080 ua. Su excentricidad es 0,181 y la inclinación orbital 9,097 grados. Emplea 1478,59 días en completar una órbita alrededor del Sol.

## Características físicas
La magnitud absoluta de Stefanovitale es 14,98. Tiene 2,684 km de diámetro y su albedo se estima en 0,285.